# Fronte Popolare Estone
Il Fronte Popolare Estone (in lingua estone Rahvarinne) era un movimento politico attivo in Estonia nei tardi anni ottanta e nei primi anni novanta.
Era la maggior forza politica aderente al Movimento di indipendenza estone che guidò la proclamazione della Repubblica di Estonia come una nazione indipendente dall'Unione Sovietica.
Era simile per rivendicazioni, struttura e contesto al Fronte Popolare Lettone ed al movimento Sąjūdis in Lituania.

## Storia
Il FPE era stato fondato nel 1988 da Marju Lauristin ed Edgar Savisaar. Savisaar annunciò la sua fondazione nell'aprile del 1988 in una diretta televisiva (Mõtleme veel) della televisione di stato estone ETV (egli suggerì la formazione di un Fronte popolare in supporto alla Perestrojka).
Il Fronte Popolare Estone insieme al Fronte Popolare Lettone ed al Sąjūdis organizzò la catena baltica attraverso i paesi baltici il 23 agosto 1989 in ricordo del 50º anniversario del 23 agosto 1939 quando l'Unione Sovietica e la Germania nazista siglarono il Patto Molotov-Ribbentrop, il quale enunciava l'annessione delle tre nazioni baltiche nell'Unione Sovietica.
Il movimento era contestato da un movimento trasversale che rappresentava la parte pro-Soviet dell'etnia estone composta da minoranza russa e gruppi di immigrati. Il Fronte Popolare era un sostenitore della perestrojka, mentre il movimento trasversale pro-Soviet era visto come un oppositore alle riforme di Gorbačëv.